# Euryproctus bituminosus
Euryproctus bituminosus är en stekelart som beskrevs av Davis 1897. Euryproctus bituminosus ingår i släktet Euryproctus och familjen brokparasitsteklar. Inga underarter finns listade i Catalogue of Life.